# 엘라그산
엘라그산(Ellagic acid)은 수많은 열매와 채소에서 발견되는 폴리페놀이다. 헥사히드록시디펜산의 딜락톤이다.
엘라그산이 가장 많이 함유된 음식으로는 날밤나무, 호두, 피칸, 넌출월귤, 라즈베리, 딸기, 포도, 증류주 등이 있다. 복숭아와 석류나무에서도 관찰된다.